# Кривавий Санта
Кривавий Санта (нід. Sint) — нідерландський фільм жахів.

## Сюжет
Фільм починається з передісторії, в якій 5 грудня 1492 року бандити під проводом колишнього єпископа Ніколаса, відлученого від церкви за казнокрадство, який згодом очолив свою банду, вбивали і грабували сільських жителів. Одного разу, розбійники були спіймані і спалені на кораблі. Після цих подій вони почали повертатися, щоб помститися кожного 5 грудня, яке збігається з повним місяцем. Незмінним атрибутом колишнього єпископа є палиця, яку він використовує як зброю. Через роки суспільство забуло легенду і щорічно святкує цю дату як День Сінтерклааса — доброго покровителя дітей. Востаннє банда привидів чинила злочини у 1968 році. Тоді загинули сотні людей, включаючи всю родину маленького хлопчика Гурта Хукстри, якому вдалося вижити.
Оскільки черговий повний місяць потрапляє на 5 грудня 2010 року, шеф поліції Амстердама, рекомендує заборонити всі види заходів на цей день. Згодом він виявляється правим і примарна банда, повернувшись, знову вбиває сотні людей.

## В ролях
- Едберт Ян Вебер — Франк
- Берт Люппес Гурт — Хукстра
- Каро Ленссен — Ліза
- Хюб Стапел — Сінтерклаас
- Есха Таніхату — Софі
- Яп Спейкерс — поліцейський шеф
- Барбара Сараф'ян — мати Франка
- Синтія Абма — мати Лізи

## Нагороди й номінації
- Премія Золотий фільм 2010 (Golden Film 2010)[4]